# Rheinniederung zwischen Insel Aubügel und Neuburgweier
Die Rheinniederung zwischen Insel Aubügel und Neuburgweier wurde vom Landratsamt Karlsruhe durch Verordnung vom 12. Mai 2003 als Landschaftsschutzgebiet ausgewiesen. Es liegt auf dem Gebiet der Stadt Rheinstetten im Landkreis Karlsruhe.

## Lage und Beschreibung

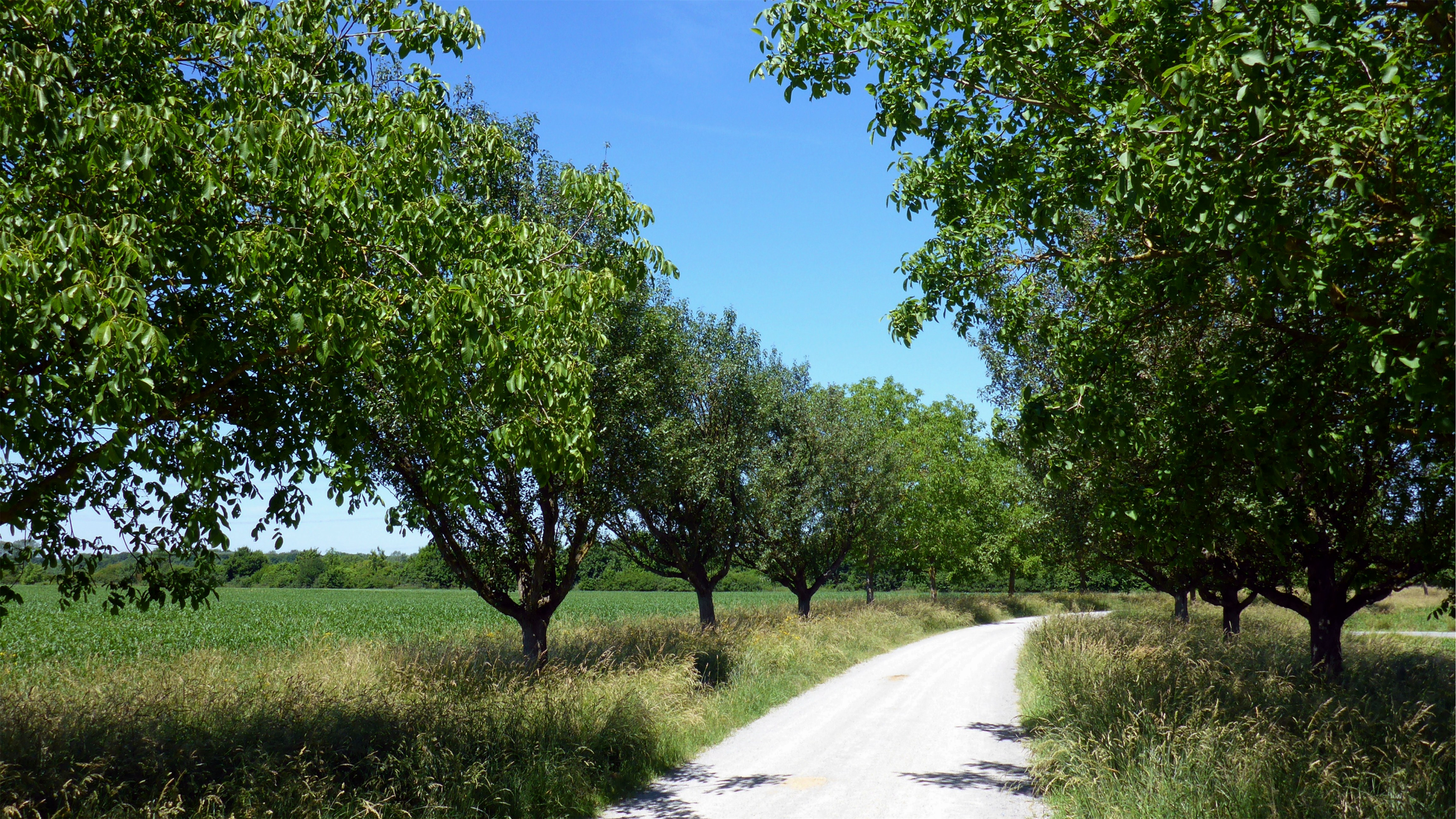
Obstbaumallee im Landschaftsschutzgebiet

Das Landschaftsschutzgebiet erstreckt sich von der Landesstraße 566 zwischen Neuburgweier und Mörsch im Süden bis zur Stadtgrenze zu Karlsruhe bei Daxlanden im Norden. Im Südosten reicht es bis an die Ortslagen von Mörsch und Forchheim.
Naturräumlich gehört das Gebiet zur Nördlichen Oberrheinniederung.
Es umfasst eine für die Rheinaue charakteristische Kulturlandschaft mit großen Ackerschlägen, Wiesen, Teichen und Fließgewässern sowie zahlreichen Feuchtbiotopen. Die Feldwege werden häufig von Obstbaumalleen begleitet. im Norden des Schutzgebiets liegt ein großer Waldbestand, der Innere Kastenwört.
Die wichtigsten Gewässer im Gebiet sind der Federbach, der Alte Federbach und der Tankgraben.

## Schutzzweck
Wesentlicher Schutzzweck ist laut Schutzgebietsverordnung  „die Sicherung, Erhaltung und Entwicklung
- der für die Rheinniederung charakteristischen Landschaftselemente mit den prägenden Biotopstrukturen wie Röhrichte, Riede, Gehölz- und Gewässerkomplexe, Waldbestände und Wiesen unterschiedlicher Ausprägung, insbesondere den Feucht- und Streuobstwiesen, sowie weiteren schutzwürdigen Lebensräumen mit ihrer Vielzahl schutzbedürftiger Pflanzen- und Tierarten;
- der vielfältigen, zum Teil bedrohten Lebensgemeinschaften der Tier- und Pflanzenwelt der Rheinniederung wie z.B. per Feuchtwiesen, Röhrichte, Weidengebüsche, Gewässer und Wälder, geprägt insbesondere durch die wechselnden Grundwasserstände und das System der Schluten;
- eines Verbundes naturnaher Biotopstrukturen innerhalb der landwirtschaftlich genutzten Flur durch Maßnahmen der Biotopvernetzung, der Flächenextensivierung, des Zulassens der Sukzession und gezielter Artenschutzmassnahmen;
- der Waldbestände;
- des für die Rheinniederung charakteristischen Landschaftsbildes, geprägt einerseits durch reichhaltig strukturierte, andererseits durch offene Landschaftsräume. Für erstere ist insbesondere die Sicherung und Entwicklung von Biotopstrukturen wie Gehölze, Waldränder, Streuobstwiesen und Feuchtgebietskomplexe, für letztere insbesondere die Sicherung der flächigen Wiesen im Verbund mit landschaftsprägenden Baumweiden von Bedeutung. Die Sicherung, Erhaltung und Entwicklung des charakteristischen Landschaftsbildes erfolgt auch unter dem Aspekt der Erholungsvorsorge.“[1]

## Zusammenhängende Schutzgebiete
Mit dem Landschaftsschutzgebiet wurden gleichzeitig die flächenhaften Naturdenkmale Binzenlach, Gierle-Schlut, Holzlach und Hammwiese ausgewiesen. Im Norden grenzt es an das Natur- und Landschaftsschutzgebiet Altrhein Neuburgweier, das Landschaftsschutzgebiet Rheinaue sowie an das Naturschutzgebiet Fritschlach. Das Gebiet überschneidet sich zudem in Teilen mit dem FFH-Gebiet Rheinniederung zwischen Wintersdorf und Karlsruhe und dem Vogelschutzgebiet Rheinniederung Elchesheim-Karlsruhe.